# São Jacinto
São Jacinto ist eine Gemeinde (Freguesia) im portugiesischen Kreis Aveiro. In ihr leben 758 Einwohner (Stand 19. April 2021).